# Dendritina
Dendritina es un género de foraminífero bentónico de la familia Peneroplidae, de la superfamilia Soritoidea, del suborden Miliolina y del orden Miliolida. Su especie tipo es Dendritina arbuscula. Su rango cronoestratigráfico abarca desde el Luteciense (Eoceno medio) hasta la Actualidad.

## Clasificación
Dendritina incluye a las siguientes especies:
- Dendritina acicularia
- Dendritina alworthi
- Dendritina ambigua
- Dendritina antillarum
- Dendritina arbuscula
- Dendritina culebraensis
- Dendritina depressa
- Dendritina hauerina
- Dendritina lajasensis
- Dendritina pacifica
- Dendritina preelegans
- Dendritina punctatostriata
- Dendritina rangi
- Dendritina striata
- Dendritina waikikiensis
- Dendritina zhengae

Otras especies consideradas en Dendritina son:
- Dendritina juleana, no aceptada por ser nomen dubium
- Dendritina elegans, considerado sinónimo posterior de Spirolina austriaca
- Dendritina ellipticus, aceptado como Peneroplis ellipticus

En Dendritina se ha considerado el siguiente subgénero:
- Dendritina (Monalysidium), aceptado como género Monalysidium